# 石美鑫
石美鑫（1918年1月5日—2014年1月10日），男，福建福州人，中国外科医学家。

## 生平
1918年1月生。1943年毕业于国立上海医学院。1978年出任上海第一医学院（现复旦大学上海医学院）院长。后担任上海医学院附属中山医院外科学教授、上海市心血管病研究所名誉所长。并任《辞海》、《胸部外科学》、《中国医学百科全书》副主编。
2000年上医和复旦大学合并。为了恢复上医，石美鑫领衔起草要求恢复上医校名的公开信，公开信中教授们从上医的历史渊源、医学学科生态、知识产权等方面陈述了复名的理由。在征得包括附属医院在内的全校600多名教授签名后，信件还通过上医波士顿校友会和西雅图校友会又征集到200馀名校友签名，最后递交国家教育部、卫生部等单位。与此同时，秦伯益、陈灏珠、汤钊猷、顾玉东、闻玉梅、桑国卫、侯惠民、池志强、顾建人等10名中国工程院医药卫生学部院士，向上海市市长徐匡迪上书，请求“慎重研究”，为“上海医学院”正名。经过不懈的抗争，2001年7月27日，上海医学院正式复名。

## 社会兼职
曾任国务院学位委员会委员，卫生部学位委员会副主任委员，中华胸心血管外科学会、中华医学教育学会、中华心血管病学会副主任委员，中华医学会、上海市医学会副会长，上海市科协副主席，上海市胸心血管外科学会主任委员，上海市生物医学工程学会理事长，上海市学位委员会顾问，上海医学院院长、上海医科大学顾问等职。

## 著作
主编《实用外科学》、《胸心外科手术图解》、《血管外科手术图谱》、《乡村医生手册》》等。并主编《中华胸心血管外科杂志》、《上海生物医学工程杂志》。
参加编写全国高等医学院校教科书《外科学》、《沈克非外科学》、《黄家驷外科学》、《血管外科学》、《胸心外科手术学》等书。
曾经发表学术论著近百篇。